# ذرت (سرده)
ذرت (نام علمی: Zea) نام یک سرده از تیره گندمیان است.